# Alfredo Mendoza
Alfredo Damián Mendoza Sulewski (Encarnación, 1963. december 12. – ) paraguayi válogatott labdarúgó. 

## Pályafutása

### Klubcsapatban
1983 és 1985 között a Cerro Porteño játékosa volt. 1986-ban és 1987-ben Kolumbiában játszott, először az Independiente Medellín, majd a Deportivo Cali együttesében. 1987 és 1988 között az Olimpia labdarúgója volt, melynek tagjaként 1988-ban bajnoki címet szerzett. 1989 és 1990 között a Stade Brest játékosa volt Franciaországban. 1990-ben az argentin Deportivo Mandiyú csapatához igazolt, ahol egy évet töltött. 1991 és 1995 között a Newell’s Old Boysban játszott. 1995-ben a mexikói Atlas színeiben fejezte be a pályafutását. 

### A válogatottban
1983 és 1993 között 43 alkalommal szerepelt a paraguayi válogatottban és 9 gólt szerzett. Részt vett az 1986-os világbajnokságon, ahol a paraguayiak összes mérkőzésén kezdőként lépett pályára. Részt vett az 1983-as és az 1989-es Copa Américán is.

## Sikerei, díjai
Club Olimpia
- Paraguayi bajnok (1): 1988

Newell’s Old Boys
- Argentin bajnok (1): 1992 Clausura

Paraguay
- Copa América bronzérmes (1): 1983